# .fi
.fi је највиши Интернет домен државних кодова за Финску.